# Julgamento do século
Julgamento do século é uma expressão idiomática usada para descrever certos casos judiciais bem conhecidos, especialmente dos séculos XIX, XX e XXI. Muitas vezes é usado popularmente como um recurso retórico para dar importância a um julgamento e, como tal, não é uma observação objetiva, mas a opinião de quem o usa. Como o advogado F. Lee Bailey e o The Washington Post observaram em 1999:
Chamar os processos judiciais de "o julgamento do século" é uma hipérbole tradicional americana, como chamar um circo de "O Maior Espetáculo da Terra". Quase todos os julgamentos picantes de tablóides em nossa história foram chamados de "julgamento do século" por alguém. "Toda vez que me viro, há um novo julgamento do século", diz o advogado de defesa F. Lee Bailey. "É uma espécie de hype", diz ele. "É uma maneira de dizer, 'Isso é realmente fabuloso. É realmente sensacional.' Mas realmente não significa nada."
Em 1907, Harry K. Thaw foi julgado pelo assassinato de Stanford White. Irvin S. Cobb, um repórter contemporâneo, explicou por que o julgamento fascinou tanto o país:
Você vê, tinha em si riqueza, degeneração, velhos esbanjadores ricos, jovens coristas deleitáveis e modelos de artistas adolescentes; os bastidores do teatro e do submundo, e o Great White Way... os passatempos anormais e orgias estranhas de artistas excessivamente estéticos e devassos exaustos. No elenco do show heterogêneo estavam os valentões de Bowery, gângsteres do Harlem, proxenetas de Tenderloin, líderes da Broadway, membros de clubes da Quinta Avenida, manipuladores de Wall Street, voluptuosos da cidade alta e bandidos do centro.

## Casos
Existem inúmeros julgamentos que foram rotulados como "o julgamento do século" pela imprensa; está além do escopo deste artigo listá-los aqui. No entanto, alguns estudiosos do direito rotularam alguns julgamentos como "julgamentos do século". Esses casos são úteis neste contexto para listar alguns dos estudos mais importantes, que incluem:

### Século XIX
- Julgamento de Lizzie Borden pelo duplo assassinato de seu pai e madrasta (1883)[2][3]
- Julgamento de Alfred Dreyfus por traição (Caso Dreyfus) (1894–1899)[4]

### Século XX
- Julgamento de Leon Czolgosz pelo assassinato do presidente dos Estados Unidos William McKinley (1901)[5]
- Julgamento de Harry Thaw pelo assassinato de Stanford White (1906)[5]
- Julgamento de Bill Haywood por assassinato (1907)[5]
- Processo de Sacco e Vanzetti por assassinato  (1920–1927)[6]
- Julgamento de Roscoe Arbuckle pelo estupro e assassinato de Virginia Rappe (1921)[7]
- Julgamento por assassinato de Leopold e Loeb (1924)[8]
- Julgamento de Scopes ou Julgamento do Macaco (1925)[9]
- Caso de assassinato Hall-Mills (1926)[10]
- Julgamentos dos Scottsboro Boys (1931-1937)[11]
- Julgamento de custódia de Gloria Vanderbilt (1934)[12]
- Julgamento do Rapto Lindbergh (1935)[13][14]
- Julgamentos de Nuremberg (1945–1946)[15][16]
- Victor Kravchenko versus Les Lettres Françaises (1949)[17]
- Hiss-Chambers (Caso Hiss, Caso Hiss) (1948–1950)[18][19]
- Julgamento por espionagem de Julius e Ethel Rosenberg (1951)[20]
- Julgamentos de Sam Sheppard (1954–1966)[21]
- Julgamento de Adolf Eichmann (1961)[16]
- Julgamento dos Sete de Chicago (1969)[22]
- Charles Manson e "família" Manson pelos assassinatos de Tate–LaBianca (1970)[23]
- Julgamento de Jeremy Thorpe por conspirar para assassinar Norman Josiffe (caso Thorpe) (1979)[24]
- Julgamento Ted Bundy (1979)[25]
- Julgamentos de Claus von Bülow (1982–1985)[26]
- Julgamento de Nicolae e Elena Ceauşescu (1989)[16]
- Julgamento de Lyle e Erik Menendez (1990)[19]
- Julgamento de Jeffrey Dahmer (1992)[27]
- Julgamentos do espancamento de Rodney King  (1992–1993)[28]
- Julgamento do prefeito Antonio Sanchez pelo estupro e assassinatos de Eileen Sarmenta e Allan Gomez (1993–1995)[29]
- Julgamento de Timothy McVeigh (1995 - 1997)[30]
- Julgamento de Hubert Webb pelo caso dos Assassinatos de Vizconde (1995–2000)[31]
- Julgamento de O. J. Simpson por assassinatos (1995)[9]
- Julgamento de Yolanda Saldívar (1995)[9]
- Impeachment de Bill Clinton (1999)[32]

### Século XXI
- Julgamento de Joseph Estrada (2001–2007)[33]
- Julgamento de Slobodan Milošević (2002–2005)[16]
- Julgamento de Saddam Hussein (2004–2006)[34]
- Julgamento de Michael Jackson (2005)[35]
- Julgamento da família Ampatuan pelo caso do massacre de Maguindanao (2010–2019)[36]
- Julgamento de Casey Anthony pela morte de Caylee Anthony (2011)[37]
- Julgamento de Bo Xilai (2013)[38]
- Julgamento de Joaquín Guzmán Loera (2018–2019)[39]
- Julgamento dos líderes da independência da Catalunha (2019)[40][41]
- Julgamentos de impeachment de Donald Trump (2020, 2021)[42][43]
- Julgamento de Derek Chauvin (2021)[44]
- Julgamento por difamação Depp v. Heard (2022)[45]